# زیوه (اردبیل)
زیوه یک روستا در ایران است که در دهستان بالغلو واقع شده‌است.